# 光輝號航空母舰 (R06)
光輝號（HMS Illustrious R06）是英國皇家海軍無敵級航空母艦系列的二號艦。它是使用这名字的第五艘皇家海军军舰，第二艘航空母舰。它的船员亲切地称地为“健壮号”（lusty）1982年的福克兰战争使得英国政府下决心完成该舰，加入它的前辈无敌号和競技神號航空母艦 (R12)的行列。结果它在斯旺亨特船厂提前三个月完工，1982年6月20日服役，开到朴茨茅斯接收物资和船员。以最快的速度于 8月28日赶到福克兰群岛接替无敌号，然后回到英国后直到次年3月20日才在官方文件上正式写明服役。它参加过在伊拉克的南方守望行动，90年代在波斯尼亚的拒绝飞行行动和2000年在塞拉利昂的栅栏工行动，2002它进行了改装而没参与进攻伊拉克的伊拉克战争初期行动，但是在2006年以黎战争中参加了撤出英国侨民行动。
卓越号已于2014年8月28号正式退役。

## 照片

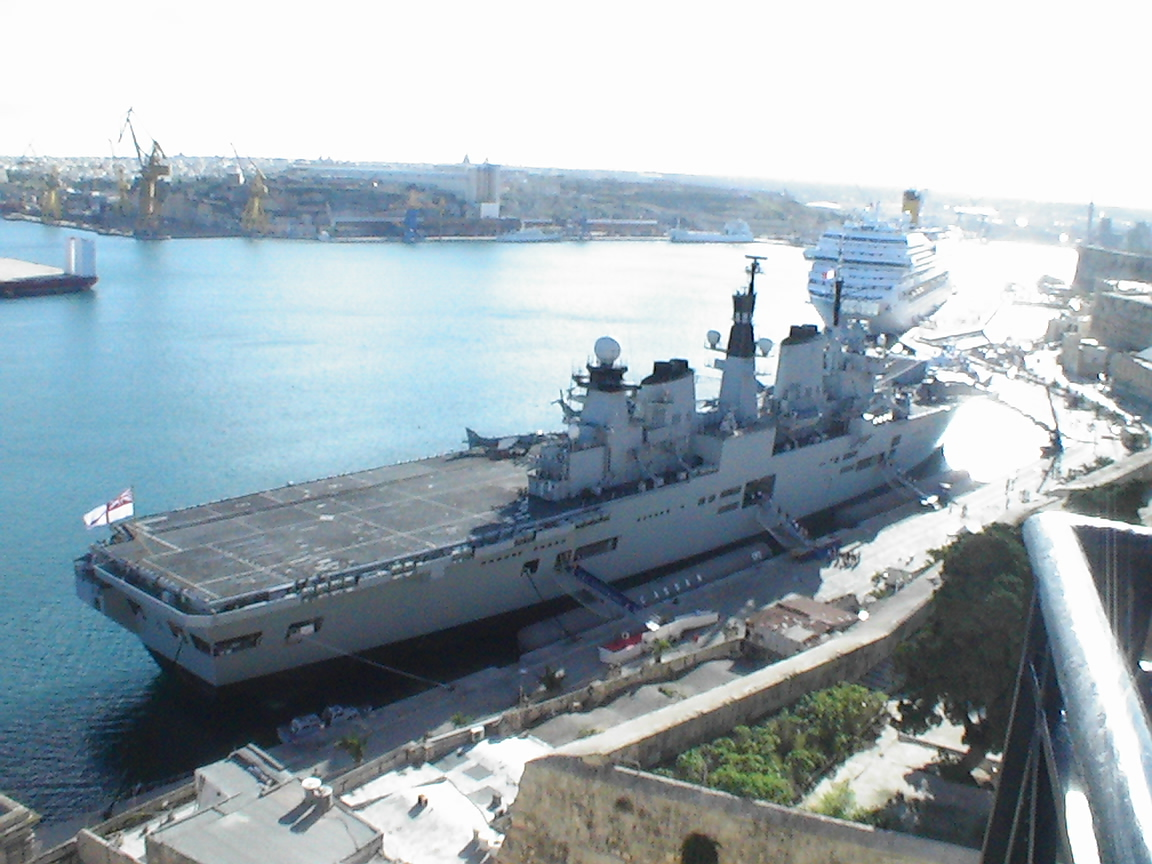
2005停泊於馬爾他
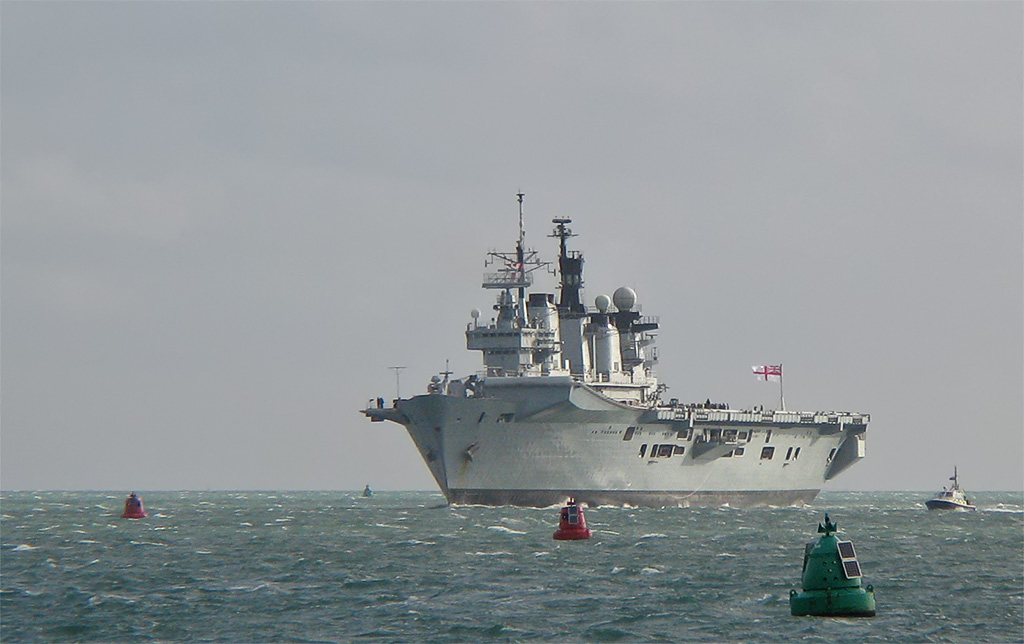
入港
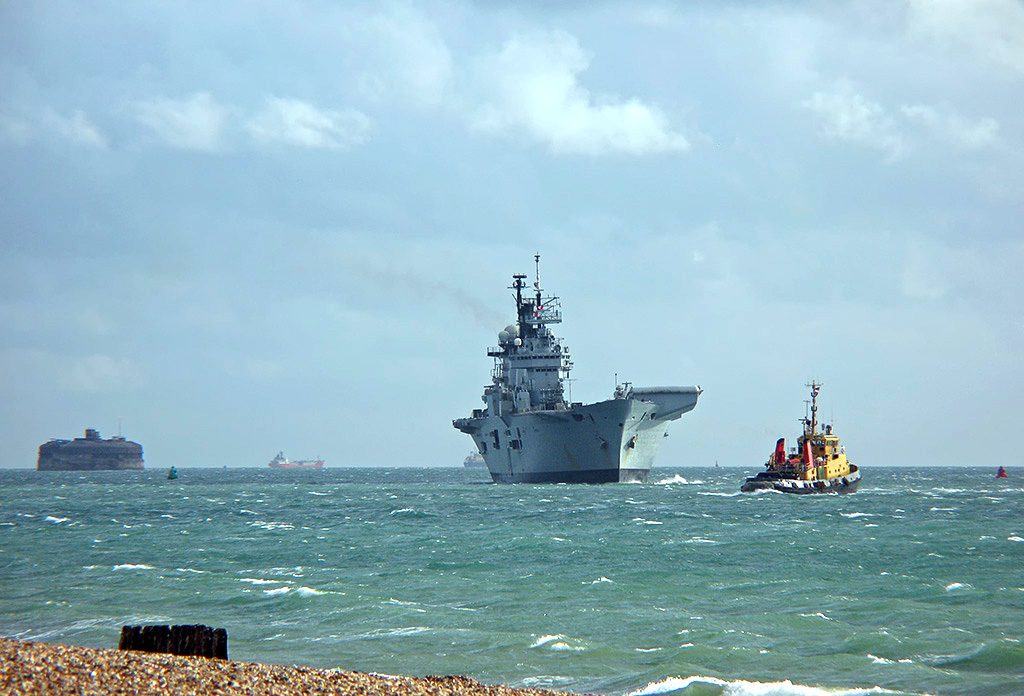
等待拖船中
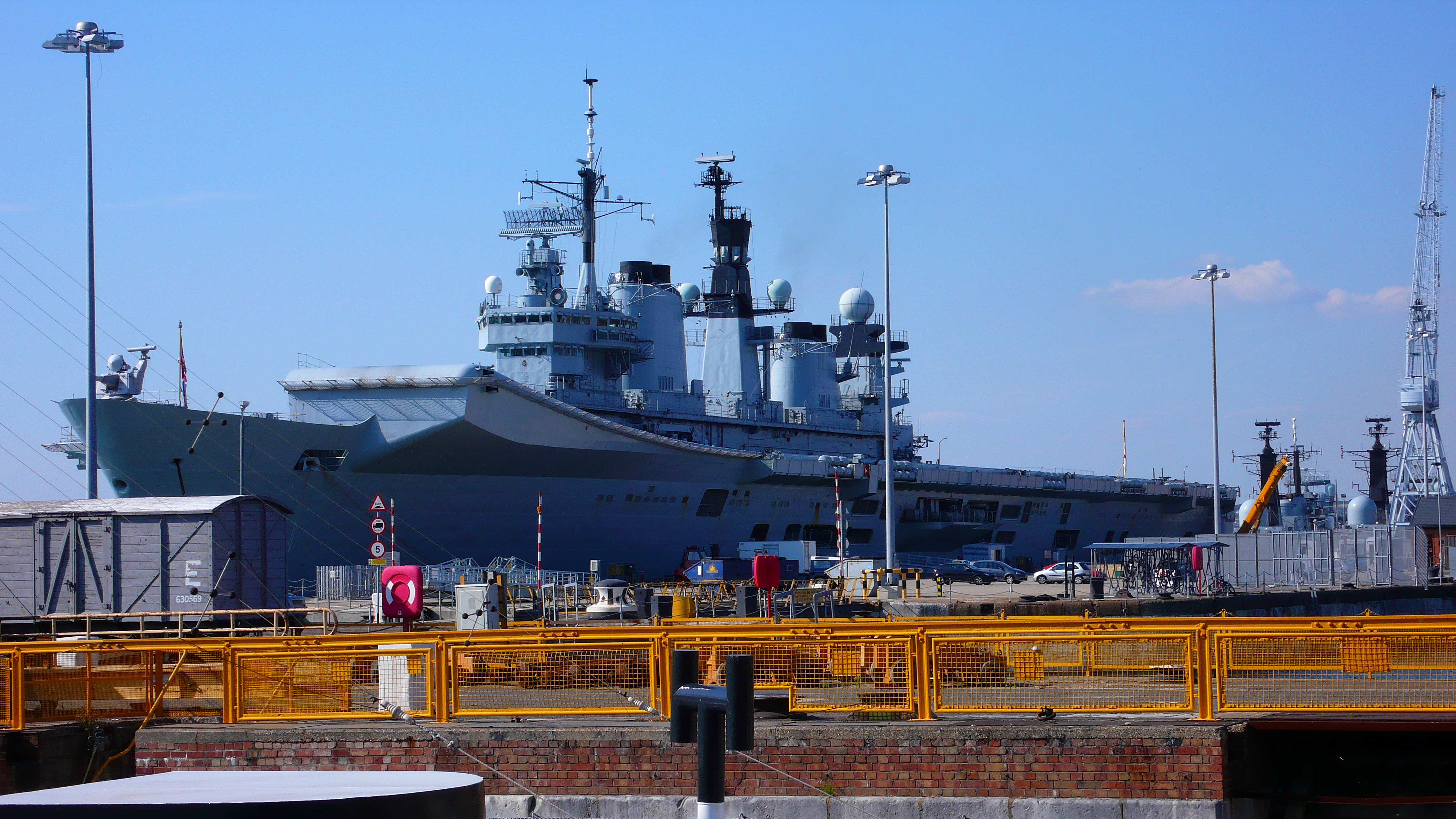
2007停泊於樸資茅斯